# Sven Lodin
Sven Albert Vilhelm Lodin, född 23 september 1896 i Stockholm, död där 11 december 1964, var en svensk teolog, lärare och missionsledare.
Sven Lodin var son till regementspastorn Fredrik "Fritz" Albert Lodin. Efter studentexamen i Stockholm 1915 studerade Lodin vid Uppsala universitet, där han blev filosofie kandidat 1920 och teologie kandidat 1924. Han prästvigdes 1925, blev teologie licentiat vid Lunds universitet 1932 och teologie doktor där 1935. Lodin verkade inom Evangeliska Fosterlandsstiftelsen som predikant och lärare vid Johanneslunds missionsinstitut 1921–1933 och 1934–1935. Efter tjänstgöring vid Högre allmänna läroverket å Östermalm 1933–1936 var Lodin lektor i kristendomskunskap och filosofie vid Högre allmänna läroverket i Strängnäs 1936–1945. Han var lektor vid Högre allmänna läroverket för flickor i Helsingborg från 1945 och vid det nyinrättade folkskoleseminariet där från 1946. Lodin var ansluten till EFS från 1919, styrelseledamot där från 1935 och ordförande från 1944. Sin mest uppmärksammade insats gjorde han inom Nordens evangeliska student- och gymnasierörelse, där han som sekreterare i svenska kommittén 1923–1936 var svensk representant och som ordförande från 1936 ledde rörelsens sommarmöten. 1932 blev han medlem i styrelsen för Lutherska kyrkoförbundet. Som forskare intresserade han sig främst för Carl Olof Rosenius vars liv han beskrev i en kortfattad studie 1922 och vars ungdomsutveckling han beskrev i doktorsavhandlingen C. O. Rosenius i unga år (1816–1842) (1933).